# 波雷卡图
波雷卡图是巴西巴拉那州的一个市镇。总面积291.665平方公里，总人口14358人，人口密度49.2人/平方公里。